# Graptopeltus lynceus
Graptopeltus lynceus ist eine Wanze aus der Familie der Rhyparochromidae.

## Merkmale

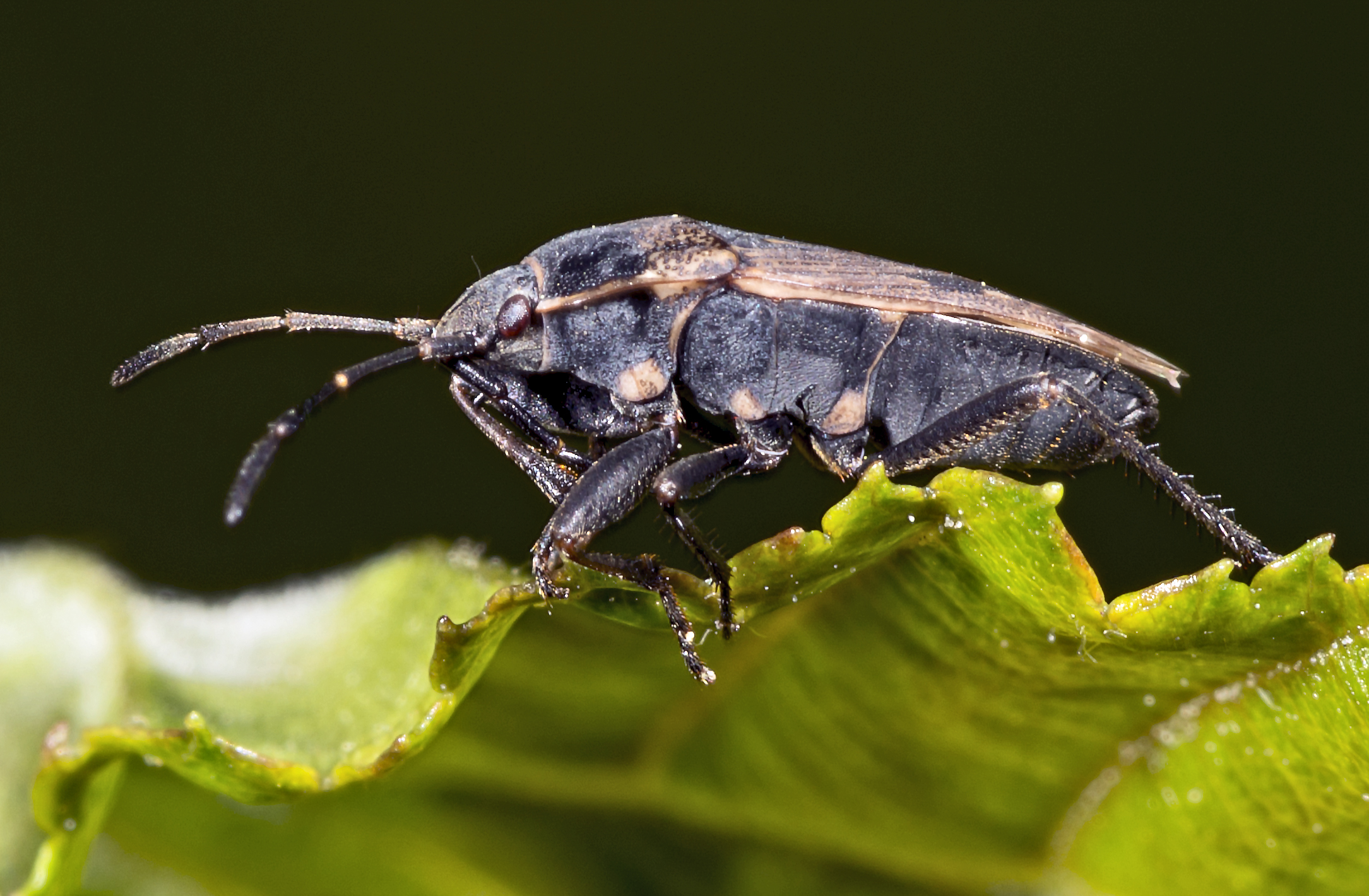
Seitenansicht

Die Wanzen werden 6,7 bis 8,0 Millimeter lang. Sie haben breit blass gefärbte Ränder am Pronotum und zwei erhabene blasse Linien auf dem Schildchen (Scutellum), die an dessen Spitze ein V bilden. Die Vorderseite des Pronotums ist breiter als der Kopf samt Facettenaugen.

## Verbreitung und Lebensraum
Die Art ist von Nordafrika über den Mittelmeerraum bis in den Süden Englands und Skandinaviens verbreitet. Im Osten reicht die Verbreitung bis in den Kaukasus. In Mitteleuropa ist die Art weit verbreitet und meist häufig. Man findet sie in den Alpen deutlich über 1000 Meter Seehöhe. In Großbritannien kommt sie nur vereinzelt und selten im Süden, insbesondere im Südosten Englands vor. Besiedelt werden ähnlich wie bei Aellopus atratus trockene, warme, offene Lebensräume mit Sandböden, seltener auch Kalkmagerrasen oder Ruderalflächen.

## Lebensweise
Die Tiere ernähren sich von den Samen von Raublattgewächsen (Boraginaceae) wie etwa Natternköpfe (Echium), Ochsenzungen (Anchusa), Hundszungen (Cynoglossum) und Vergissmeinnicht (Myosotis). Die Nymphen saugen auch an Pflanzenarten der Lippenblütler (Lamiaceae), Hülsenfrüchtler (Fabaceae) und Storchschnabelgewächse (Geraniaceae). Sie leben unterhalb der Pflanzen, sowohl die Imagines, als auch die Nymphen klettern aber auch auf die Blütenstände der Pflanzen. Die Überwinterung erfolgt als Imago in trockener  Bodenstreu und unter Pflanzenrosetten. Die Paarung und Eiablage erfolgt im Mai, die adulten Tiere der neuen Generation treten ab Ende Juli auf. Pro Jahr wird eine Generation ausgebildet.

## Belege